# Jean Vermeulen
Pour les articles homonymes, voir Vermeulen.
Jean Vermeulen, né le 22 juillet 1895 à Croix et mort le 18 décembre 1958 à Lacroix-Saint-Ouen, est un sportif français.
Évadé civil de Tourcoing pendant l'occupation allemande lors de la guerre 1914-18, il est alors incorporé puis blessé dans un régiment d'infanterie.

## Palmarès
- Champion de France de cross-country en 1919.
- Double lauréat des Jeux interalliés de 1919, en cross-country (de 10 000 mètres, comportant 40 obstacles, et une rivière à franchir 6 fois, et bien que blessé à un bras), et au marathon modifié (de 16 kilomètres).
- Challenge Lemonnier (Versailles-Paris) en 1923 et 1924.

## Liens externes

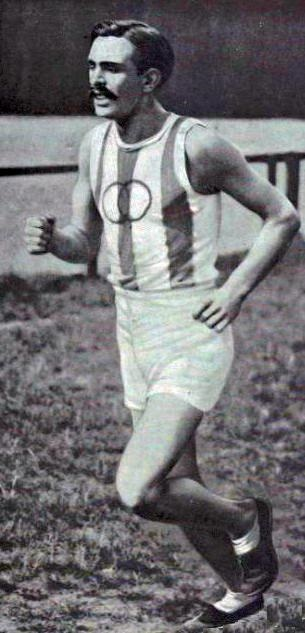
Jean Vermeulen vainqueur du marathon modifié (16 kilomètres), aux Jeux Interalliés